# Dynamo Moscou (volley-ball masculin)
Maillots
Le Dynamo Moscou est un club omnisports russe. Cet article ne traite que de la section volley-ball.

## Palmarès
Compétitions mondiales
- Ligue des champions CEV
  - Finaliste : 2010.
  - Troisième : 2011.
- Coupe des Coupes/Coupe de la CEV (3)
  - Vainqueur : 1985, 2012, 2015.
  - Troisième : 1990, 1993.

Compétitions nationales
| Union soviétique - Championnat d'URSS (5) - Vainqueur : 1945, 1946, 1947, 1948, 1951. - Finaliste : 1950, 1952, 1953, 1958, 1984, 1985, 1988, 1989. - Troisième : 1949, 1965, 1980, 1983, 1986. - Coupe d'URSS (3) - Vainqueur : 1950, 1951, 1952. - Finaliste : 1978, 1985. | Russie - Championnat de Russie (2) - Vainqueur : 2006, 2008. - Finaliste : 2004, 2005, 2007, 2011, 2012, 2016. - Troisième : 1992, 1993, 2002, 2010, 2015. - Coupe de Russie (3) - Vainqueur : 2006, 2008, 2020. - Finaliste : 2003, 2004, 2007, 2010, 2013. - Supercoupe de Russie (2) - Vainqueur : 2008, 2009. - Finaliste : 2016, 2017. |

## Effectifs

### Saison actuelle
| 1                                 | Iaroslav Podlesnikh   | 3 septembre 1994 (26 ans) | Réceptionneur-attaquant |
| 2                                 | Ilia Vlasov (en)      | 3 août 1995 (25 ans)      | Central                 |
| 3                                 | Sam Deroo             | 29 avril 1992 (28 ans)    | Réceptionneur-attaquant |
| 5                                 | Romanas Shkulyavichus | 21 février 1992 (28 ans)  | Attaquant               |
| 7                                 | Evgeniy Baranov       | 30 juin 1995 (25 ans)     | Libero                  |
| 8                                 | Vladimir Syomshchikov | 31 août 1987 (33 ans)     | Central                 |
| 9                                 | Yuriy Berezhko        | 27 janvier 1984 (36 ans)  | Réceptionneur-attaquant |
| 10                                | Cheslavs Svinticzkis  | 23 août 1993 (27 ans)     | Passeur                 |
| 11                                | Pavel Pankov (en)     | 14 août 1995 (25 ans)     | Passeur                 |
| 13                                | Maksim Belogorctev    | 3 février 1996 (24 ans)   | Central                 |
| 14                                | Alekseï Kabechov      | 22 juin 1991 (29 ans)     | Libero                  |
| 15                                | Semyon Dmitriev       | 14 janvier 1994 (26 ans)  | Réceptionneur-attaquant |
| 19                                | Tsvetan Sokolov       | 31 décembre 1989 (30 ans) | Attaquant               |
| 23                                | Lauri Kerminen        | 18 janvier 1993 (27 ans)  | Libero                  |
| 24                                | Vadym Likhosherstov   | 23 janvier 1989 (31 ans)  | Central                 |
| Entraîneur : Konstantin Bryanskiy |                       |                           |                         |

## Personnalités du club

### Entraineurs célèbres
- Vladimir Alekno (2004-2007)
- Konstantin Bryanskiy (depuis ...)